# Heereind
Heereind is een buurtschap  in het buitengebied van de voormalige gemeente Beek en Donk, nu deel van de gemeente Laarbeek in de Nederlandse provincie Noord-Brabant. De buurtschap ligt ten westen van de bebouwde kom van Beek en Donk.
Deze plek kent reeds bewoning vanaf de Merovingische tijd, toen omstreeks het jaar 650 een nederzetting ontstond op hogere delen van het dekzandlandschap. Vanaf de 14e en 15e eeuw breidde de bewoning zich uit tot lager gelegen delen, zoals Donkersvoort, de Bemmer en de Karstraat.
Hoofdplaats: Beek en Donk      Dorpen: Aarle-Rixtel · Lieshout · Mariahout

Buurtschappen: Achterbosch · Asdonk · Beemdkant · Bemmer · Broek · Broekkant · Deense Hoek · Donkersvoort · Ginderdoor · Groenewoud · Heereind · Hei · Heikant · 't Hof · Hool · Karstraat · Laar · Strijp

Noord-Brabant: Steden en dorpen      Nederland: Provincies · Gemeenten